# Héry (Yonne)
Héry é uma comuna francesa na região administrativa de Borgonha-Franco-Condado, no departamento de Yonne. Estende-se por uma área de 21,19 km². Em 2010 a comuna tinha 1 838 habitantes (densidade: 86,7 hab./km²).